# 스페인 총리
스페인 왕국 총리(스페인어: Presidente del Gobierno de España)는 입헌군주국인 스페인의 정부수반이다. 1978년 헌법에 의해 생겨난 직위이다.
이사벨 2세 시대인 1833년부터 1977년까지는 스페인 내각의 총리(Presidentes del Consejo de Ministros de España)라는 지위였다.
관저는 마드리드의 몬클로아 궁(Palacio de la Moncloa)이다.

## 프랑코 체제
- 1대 : 프란시스코 프랑코 (팔랑헤당(黨)) - 국가원수 겸임(카우디요)
- 2대 : 루이스 카레로블랑코 (팔랑헤당)
- 3대 : 토르쿠아도 페르난데스미란다 (팔랑헤당)
- 4대 : 카를로스 아리아스나바로 (팔랑헤당)

## 스페인제3왕국 (1975년~)
- 1대 : 아돌포 수아레스 (1976~1981) (민주중도연합)
- 2대 : 레오폴도 칼보 소텔로 (1981~1982) (민주중도연합)
- 3대 : 펠리페 곤살레스 (1982~1996) (스페인 사회노동당)
- 4대 : 호세 마리아 아스나르 (1996~2004) (국민당)
- 5대 : 호세 루이스 로드리게스 사파테로 (2004~2011) (스페인 사회노동당)
- 6대 : 마리아노 라호이 (2011~2018) (국민당)
- 7대 : 페드로 산체스 (2018~현재) (스페인 사회노동당)

현재 스페인의 총리는 2018년 6월 2일부터 취임한 페드로 산체스이다.

## 같이 보기
- 스페인의 총리 목록